# Děkanství hustopečské
Děkanství hustopečské je územní část brněnské diecéze s centrem v Hustopečích. Zahrnuje 24 římskokatolických farností. Děkanství je starobylé a nově bylo vymezeno při reformě členění brněnské diecéze k 1. červenci 1999.
Funkci děkana vykonával od 1. července 2009 do 31. července 2016 Mgr. Pavel Kafka. Novým děkanem se od 1. srpna 2016 stal R.D. Mgr. Jan Nekuda.

## Seznam farností
| Farnost              | Správce                                    | Farní kostel               |
| -------------------- | ------------------------------------------ | -------------------------- |
| Boleradice           | administrátor excurrendo, Křepice          | sv. Jana Křtitele          |
| Borkovany            | R. D. František Trtílek                    | Nanebevzetí Panny Marie    |
| Bořetice u Hustopečí | administrátor excurrendo, Kobylí na Moravě | sv. Anny                   |
| Brumovice na Moravě  | administrátor excurrendo, Klobouky u Brna  | sv. Antonína Paduánského   |
| Diváky               | administrátor excurrendo, Křepice          | Nanebevzetí Panny Marie    |
| Horní Bojanovice     | administrátor excurrendo, Velké Pavlovice  | sv. Vavřinec               |
| Hustopeče u Brna     | R.D. Mgr. Jan Nekuda                       | sv. Václava a Anežky České |
| Klobouky u Brna      | R. D. Mgr. Ivo Valášek                     | sv. Vavřince               |
| Kobylí na Moravě     | R. D. Mgr. Tomáš Caha                      | sv. Jiří                   |
| Krumvíř              | administrátor excurrendo, Klobouky u Brna  | sv. Bartoloměje            |
| Křepice u Hustopečí  | R. D. Mgr. Vít Fatěna                      | sv. Bartoloměje            |
| Kurdějov             | R. D. Mgr. Jaromír Smejkal                 | sv. Jana Křtitele          |
| Němčičky             | administrátor excurrendo, Velké Pavlovice  | Navštívení Panny Marie     |
| Nikolčice            | administrátor excurrendo, Šitbořice        | sv. Jakuba Staršího        |
| Popice u Hustopečí   | administrátor excurrendo, Šakvice          | sv. Ondřeje                |
| Starovice            | administrátor excurrendo, Hustopeče u Brna | sv. Jiří                   |
| Starovičky           | administrátor excurrendo, Hustopeče u Brna | sv. Kateřiny               |
| Strachotín           | administrátor excurrendo, Šakvice          | sv. Oldřicha               |
| Šakvice              | R. D. Mgr. Vít Rozkydal                    | sv. Barbory                |
| Šitbořice            | R. D. Mgr. Jiří Topenčík                   | sv. Mikuláše               |
| Uherčice u Hustopečí | administrátor excurrendo, Velké Němčice    | sv. Jana Křtitele          |
| Velké Němčice        | R. D. Mgr. Petr Havlát                     | sv. Václava a Víta         |
| Velké Pavlovice      | R. D. Mgr. František Putna                 | Nanebevzetí Panny Marie    |
| Vrbice u Břeclavi    | administrátor excurrendo, Kobylí na Moravě | sv. Jiljí                  |

## Galerie

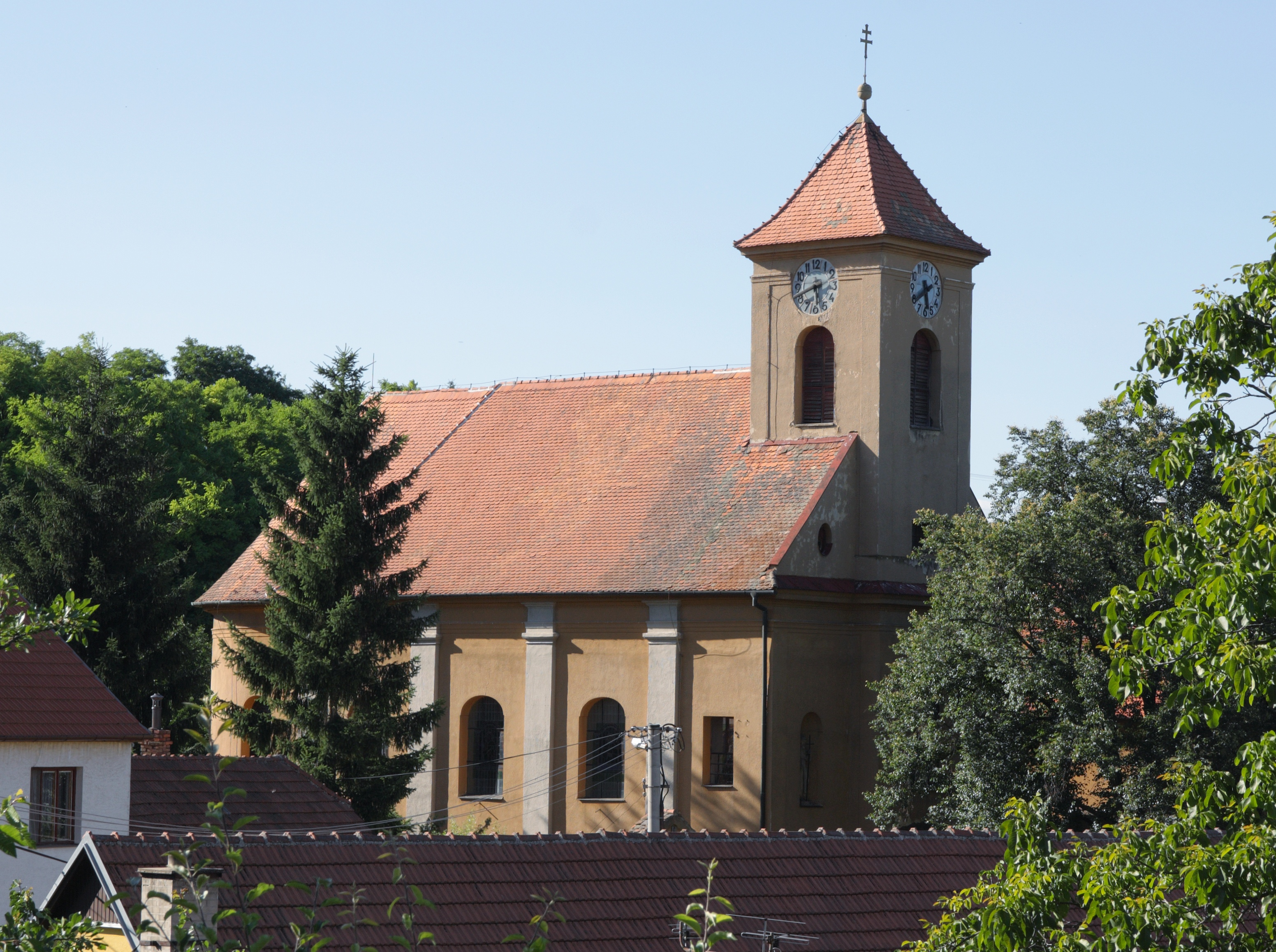
Kostel Nanebevzetí Panny Marie v Borkovanech
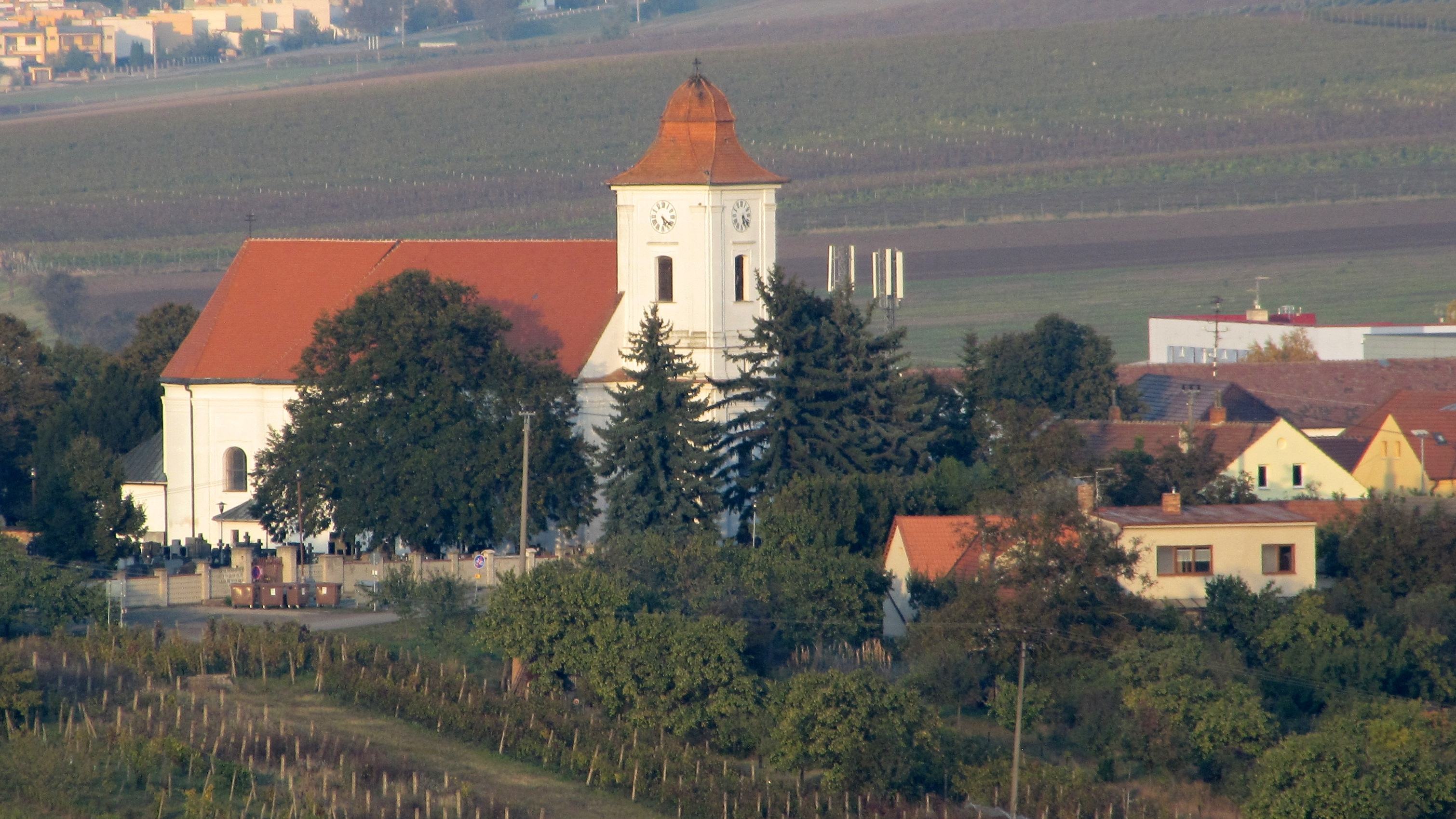
Kostel sv. Anny v Bořeticích
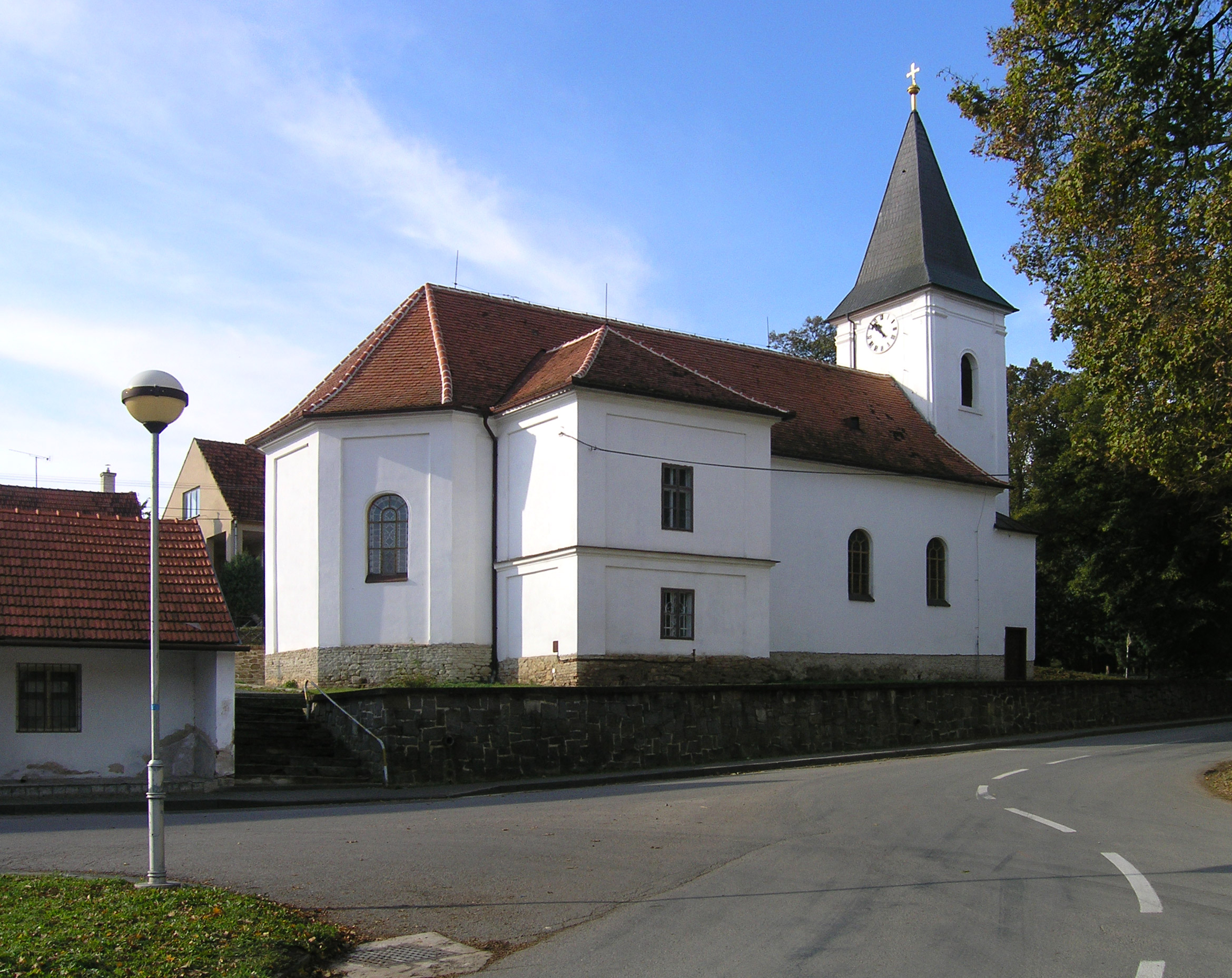
Kostel Nanebevzetí Panny Marie v Divákách
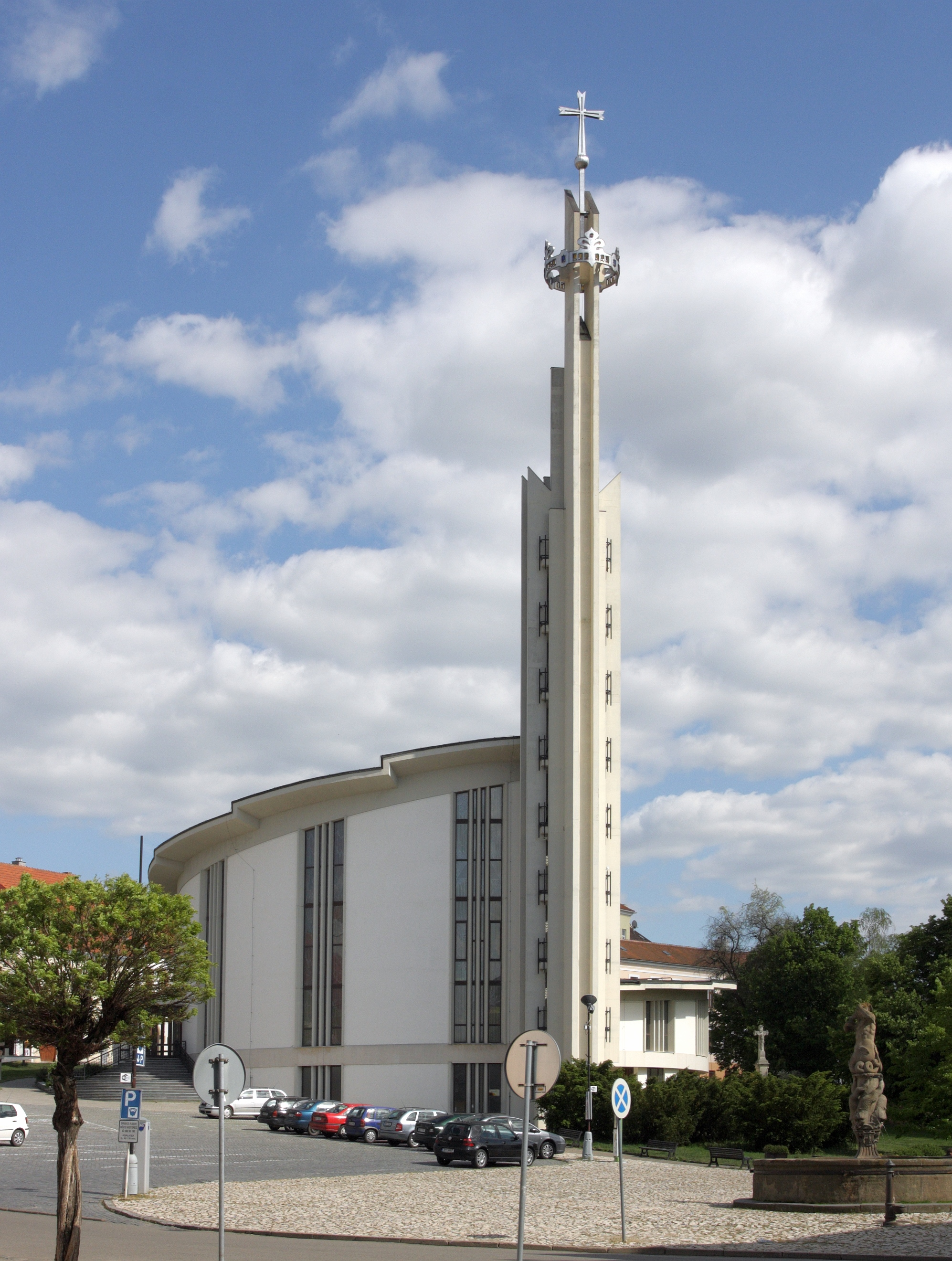
Kostel sv. Václava v Hustopečích
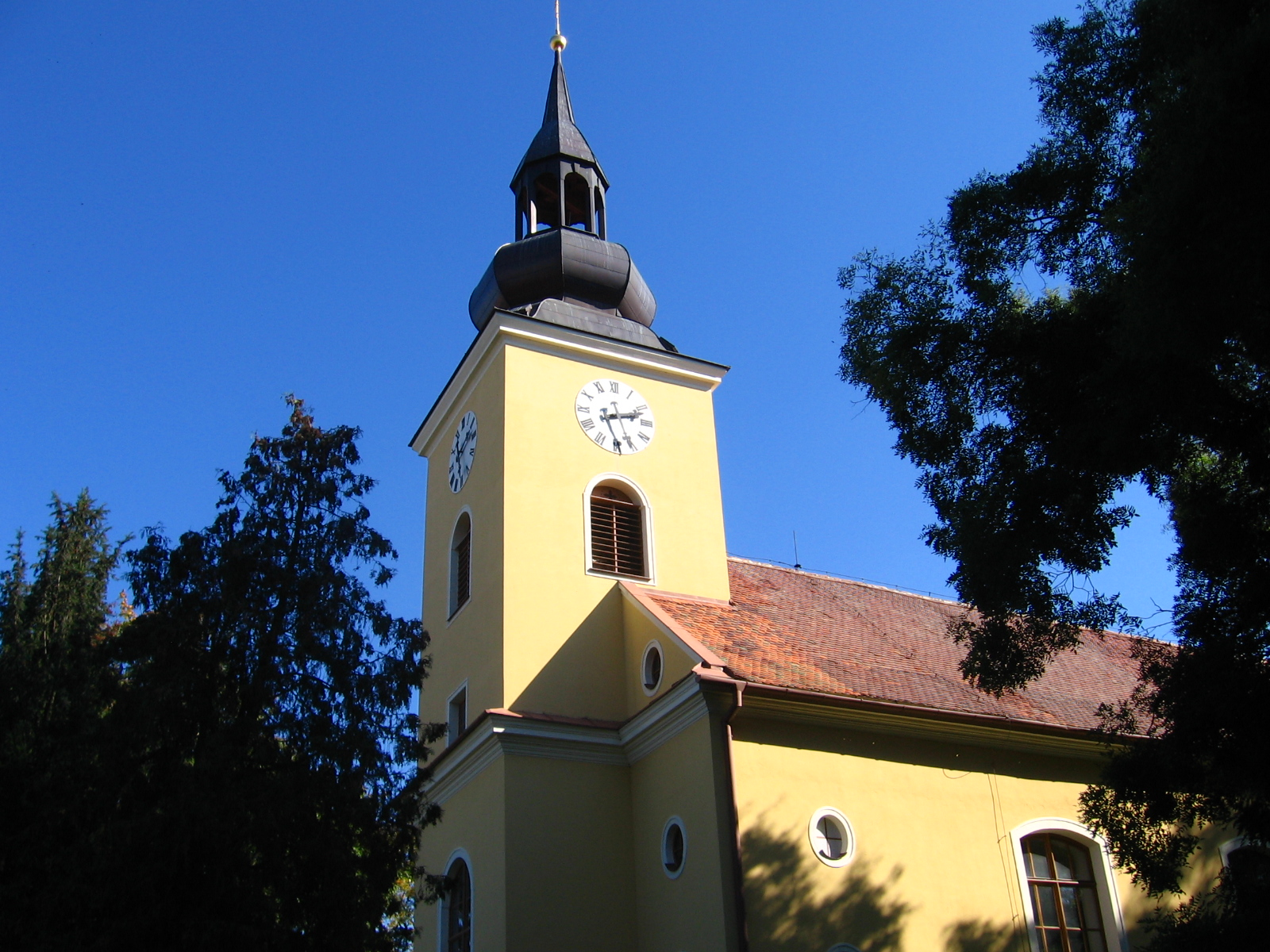
Kostel svatého Vavřince v Kloboukách u Brna
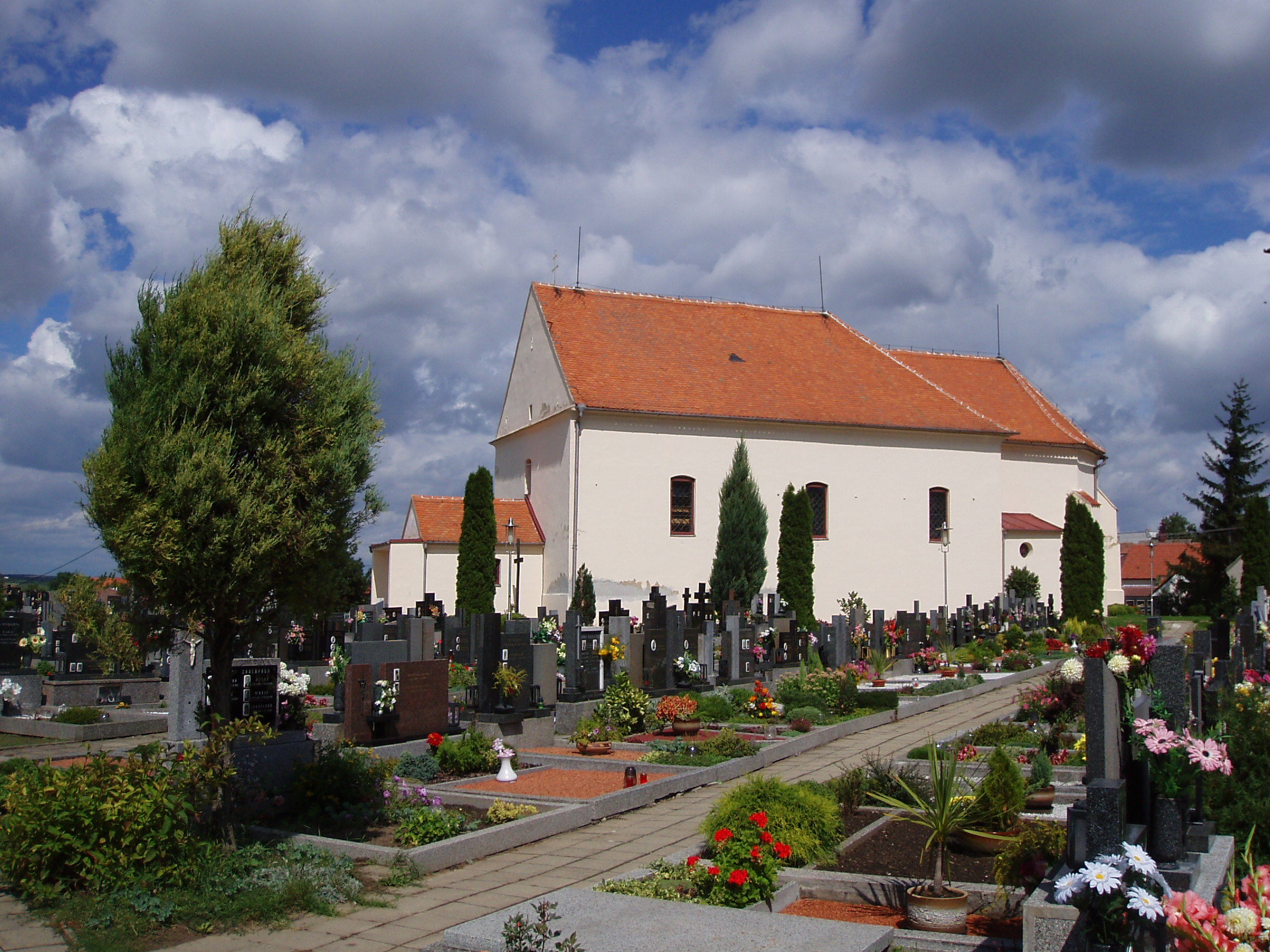
Kostel svatého Jiří v Kobylí
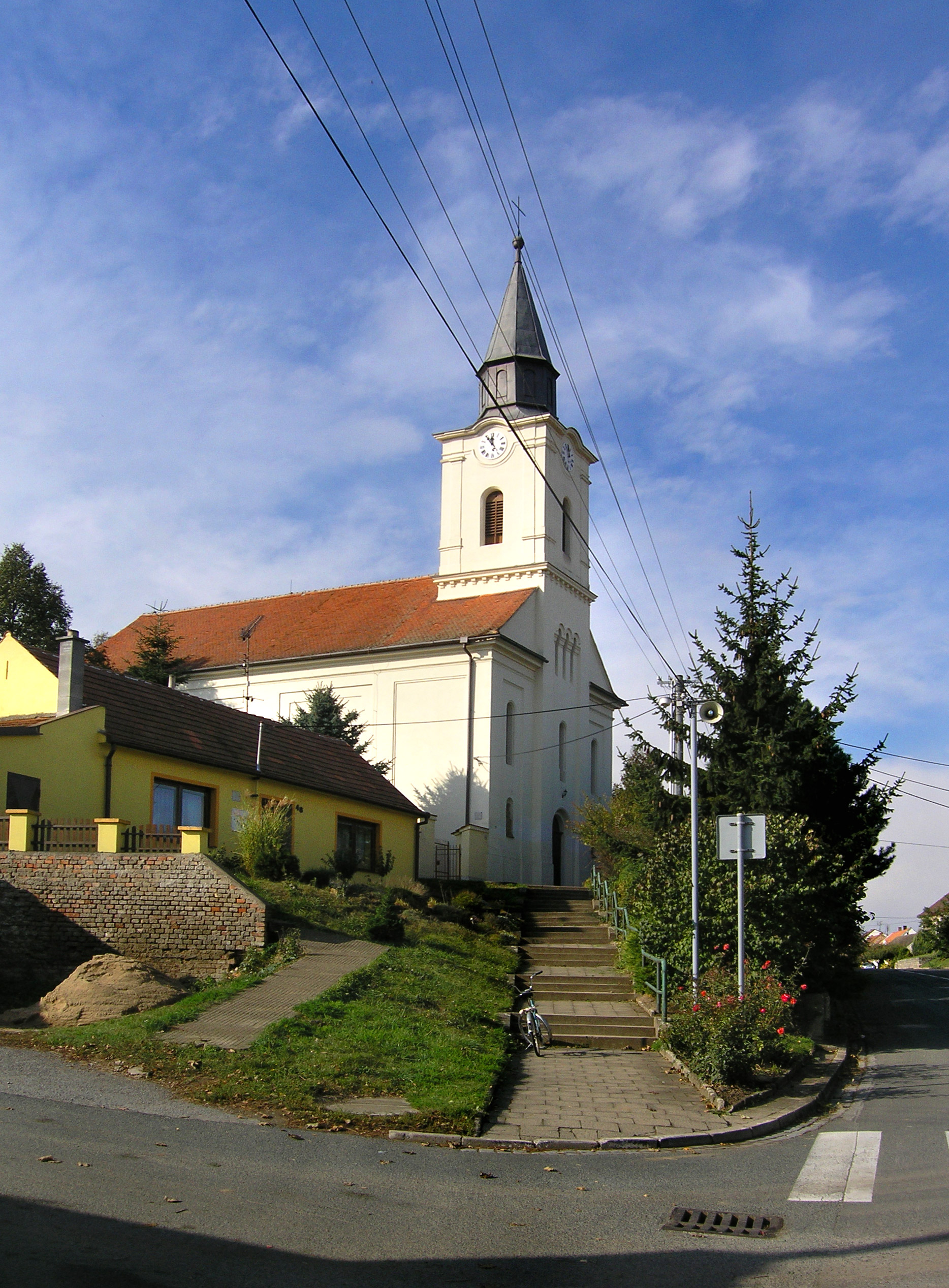
Kostel svatého Bartoloměje v Krumvíři
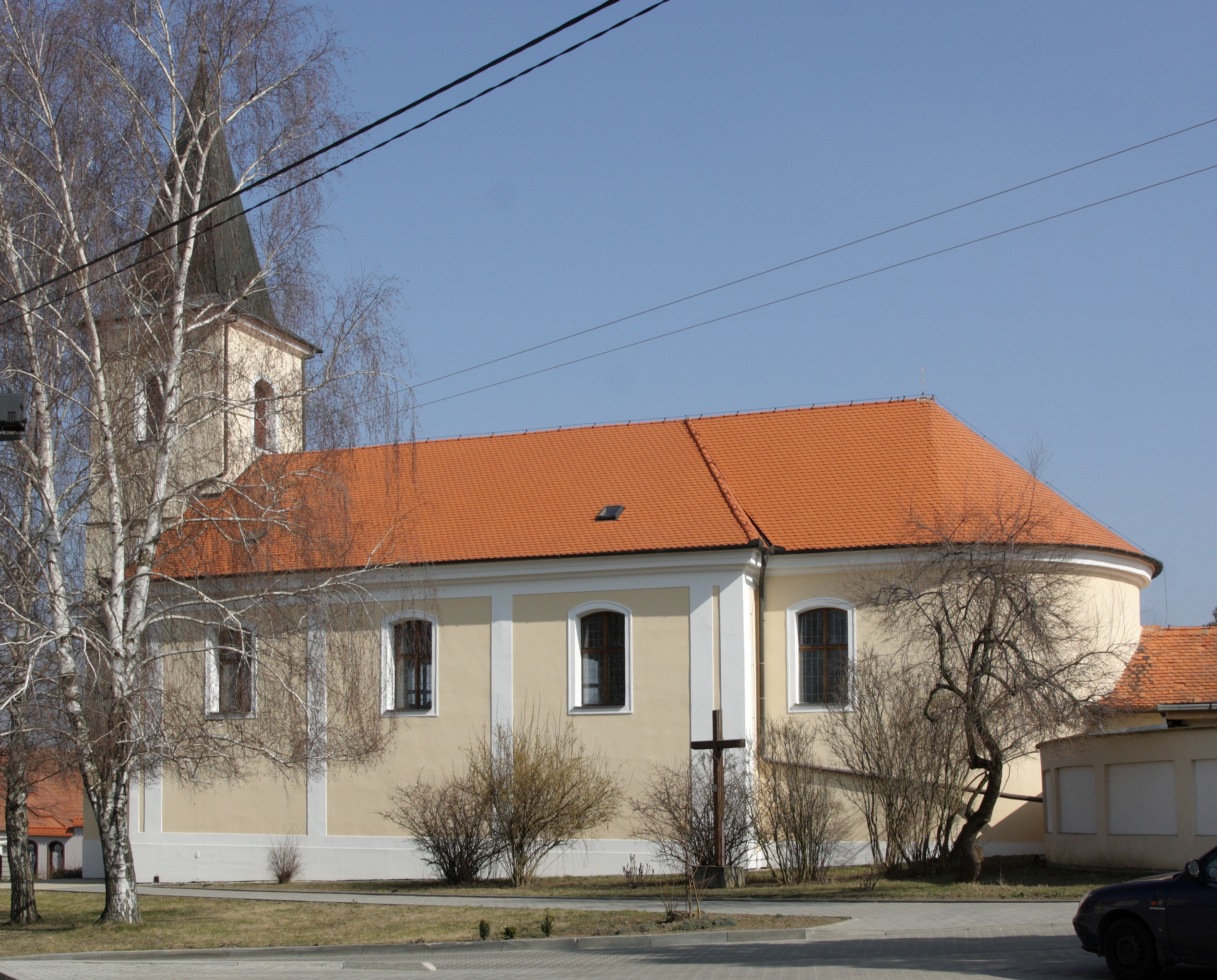
Kostel svatého Bartoloměje v Křepicích
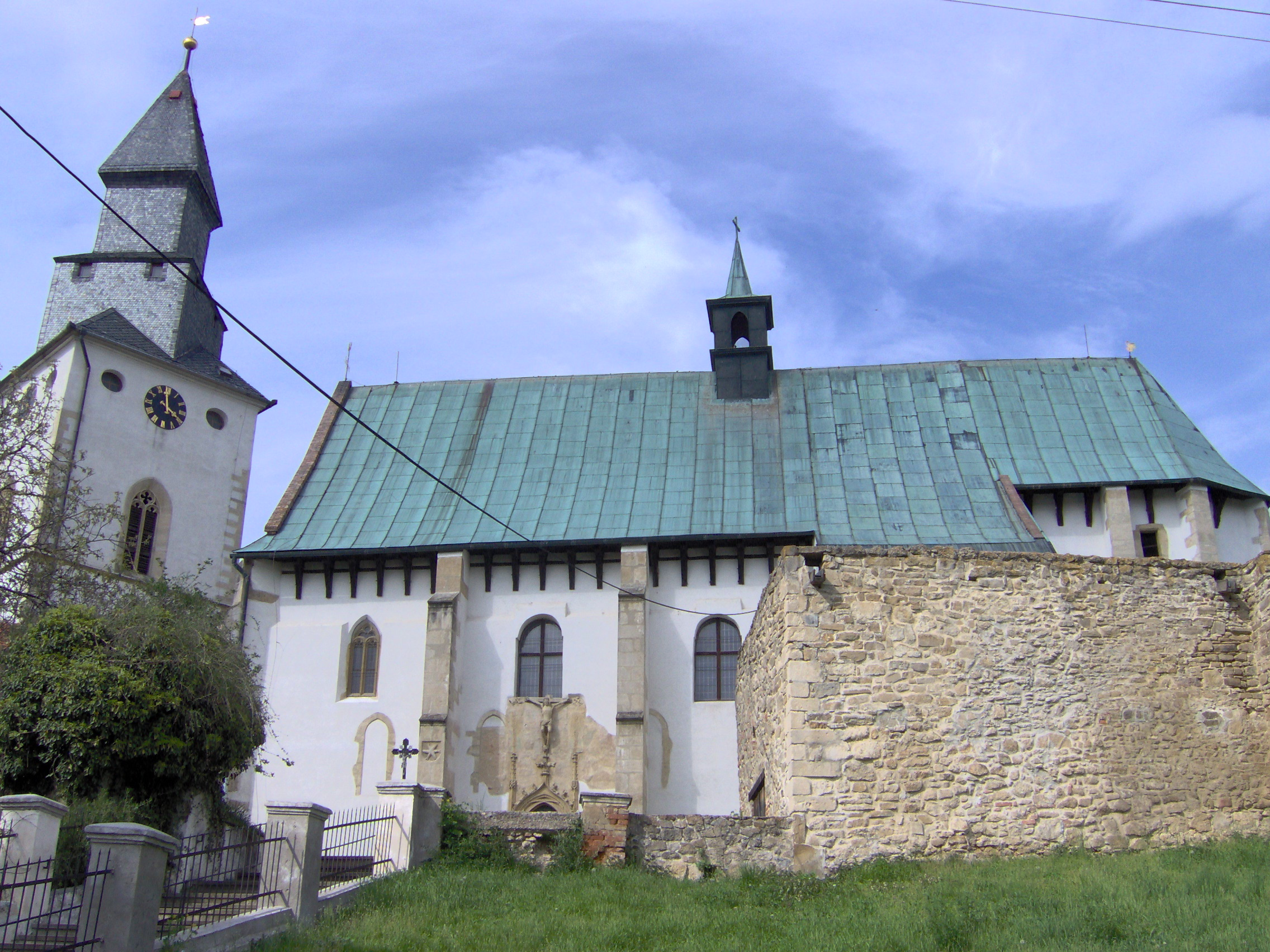
Kostel svatého Jana Křtitele v Kurdějově
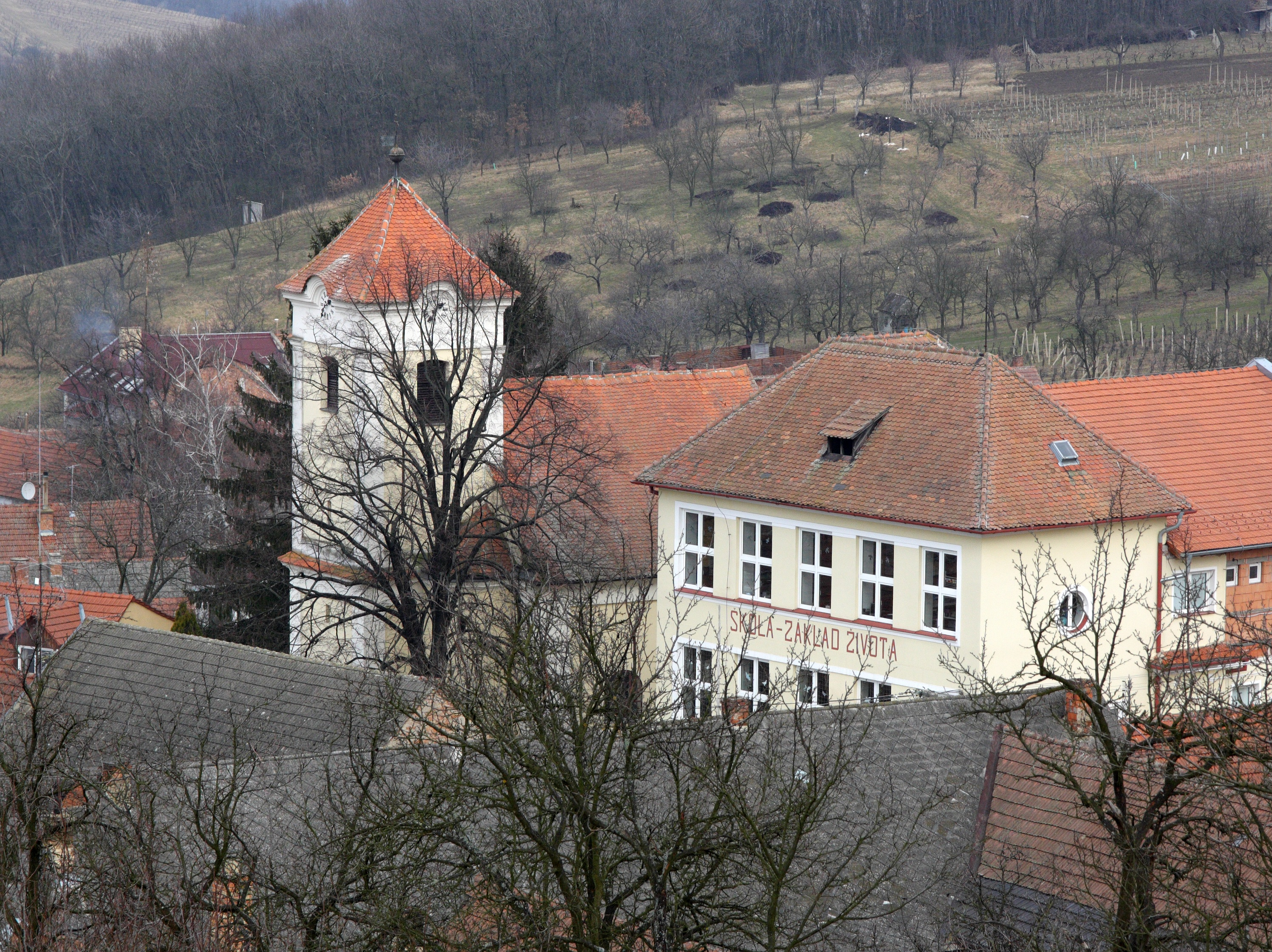
Kostel Navštívení Panny Marie v Němčičkách
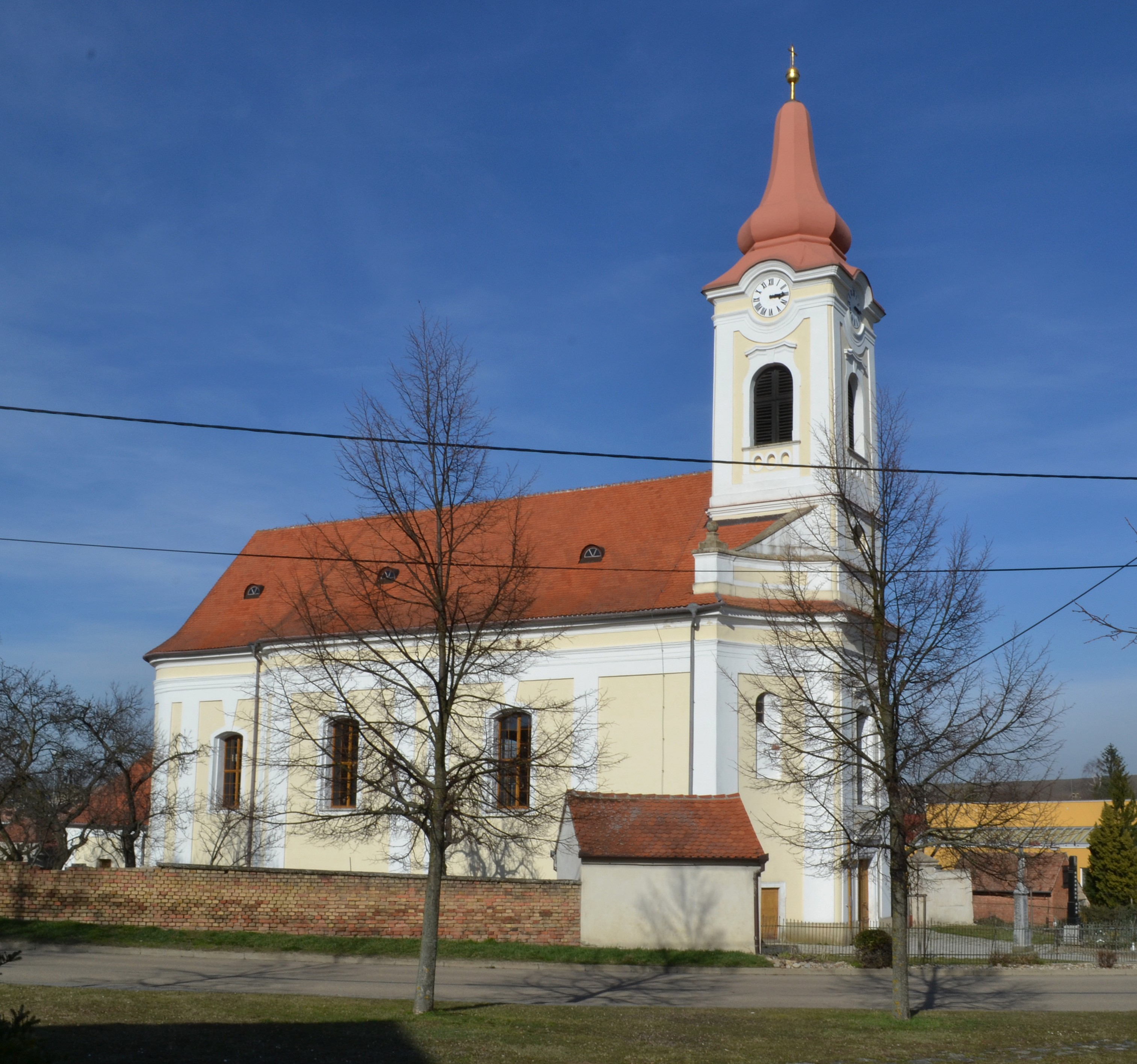
Kostel sv. Jakuba Staršího v Nikolčicích
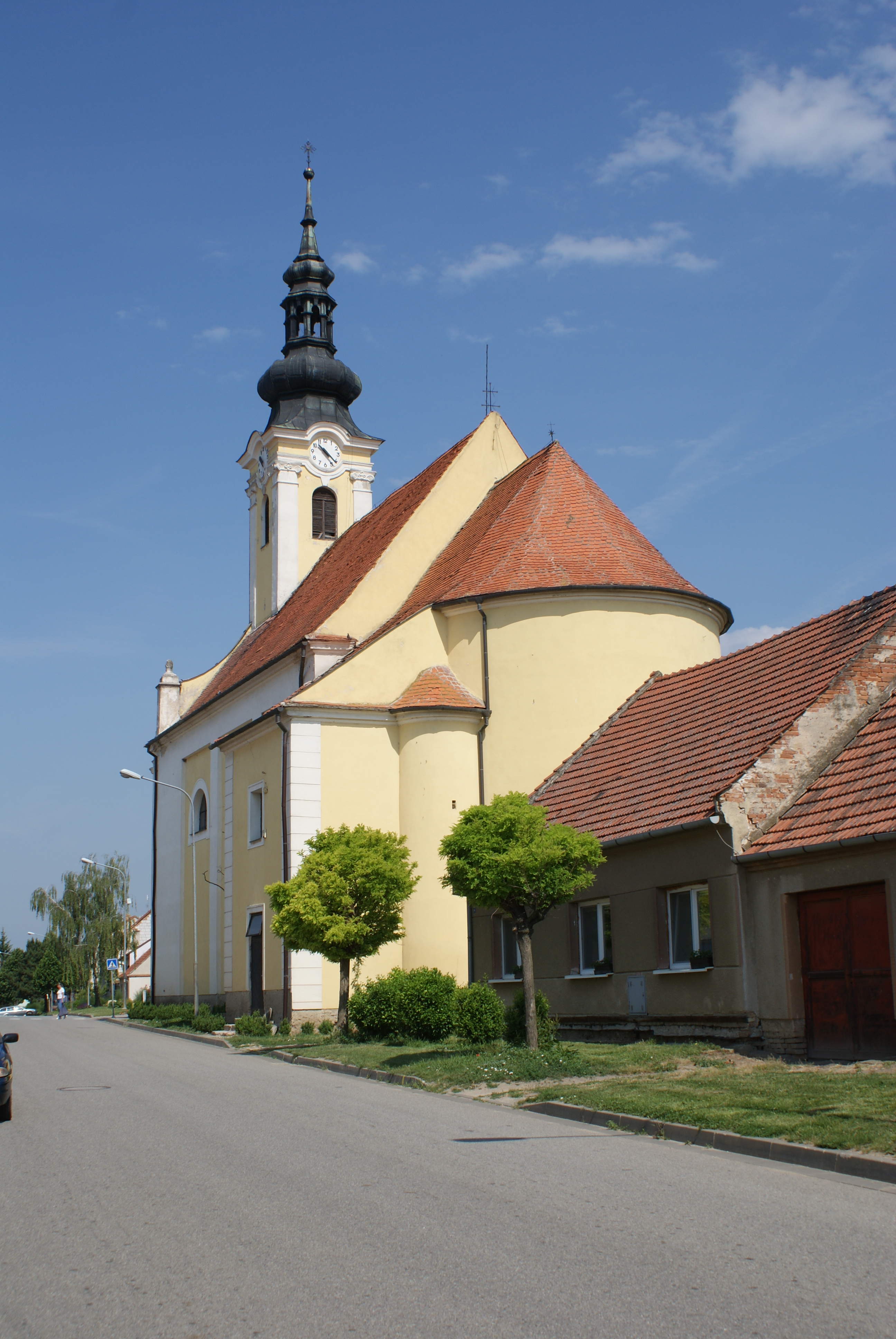
Kostel svatého Ondřeje v Popicích
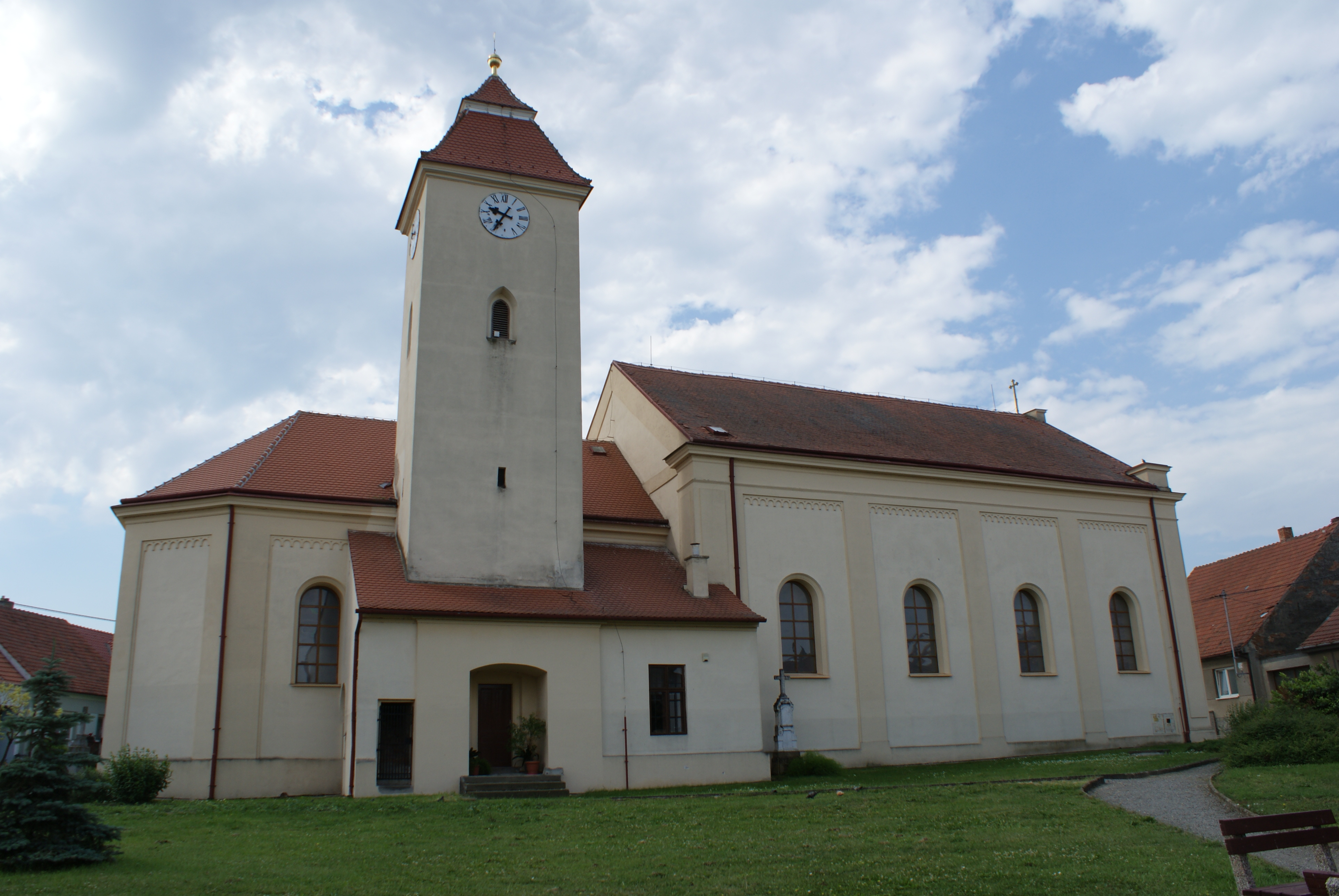
Kostel svatého Jiří ve Starovicích
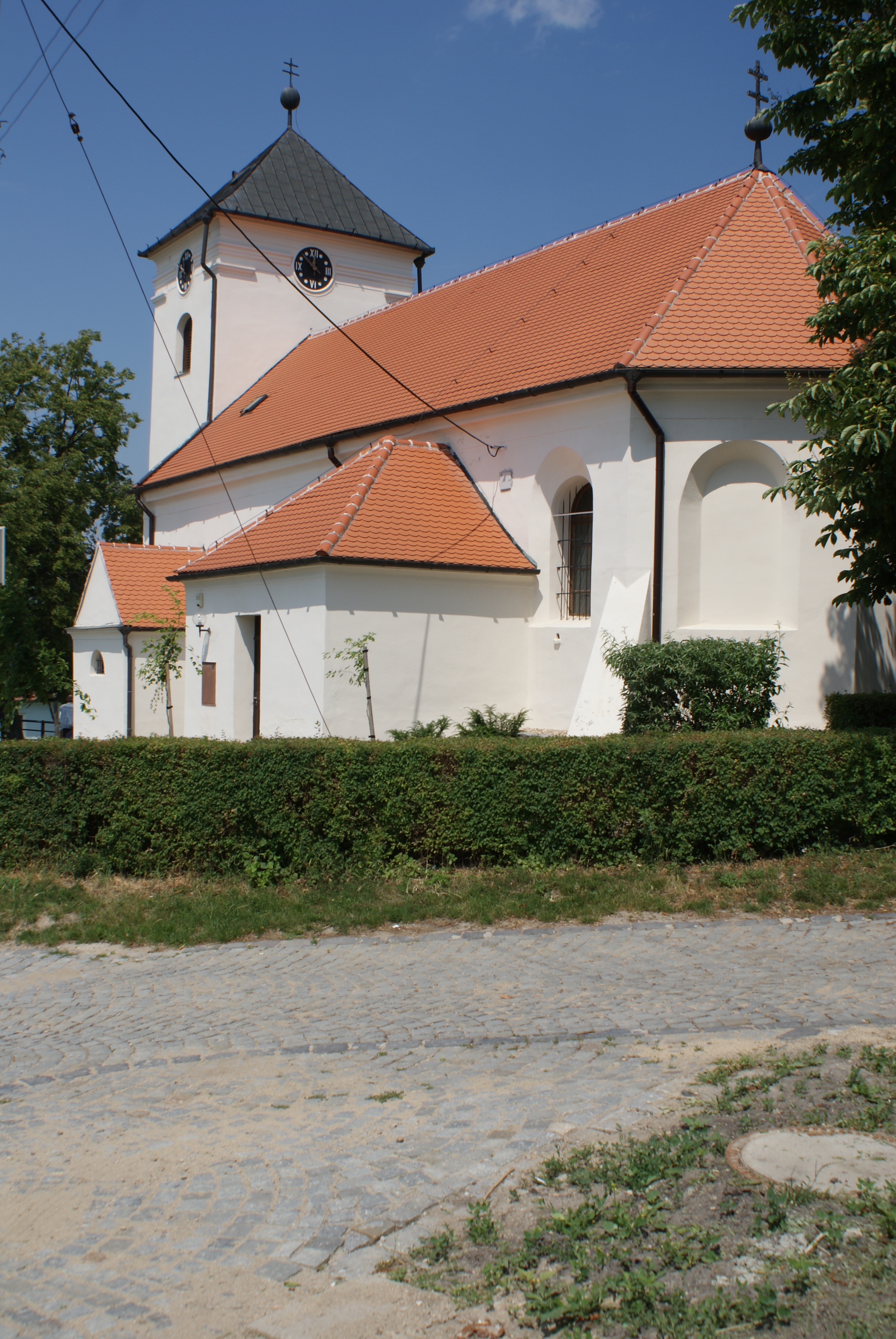
Kostel svaté Kateřiny ve Starovičkách
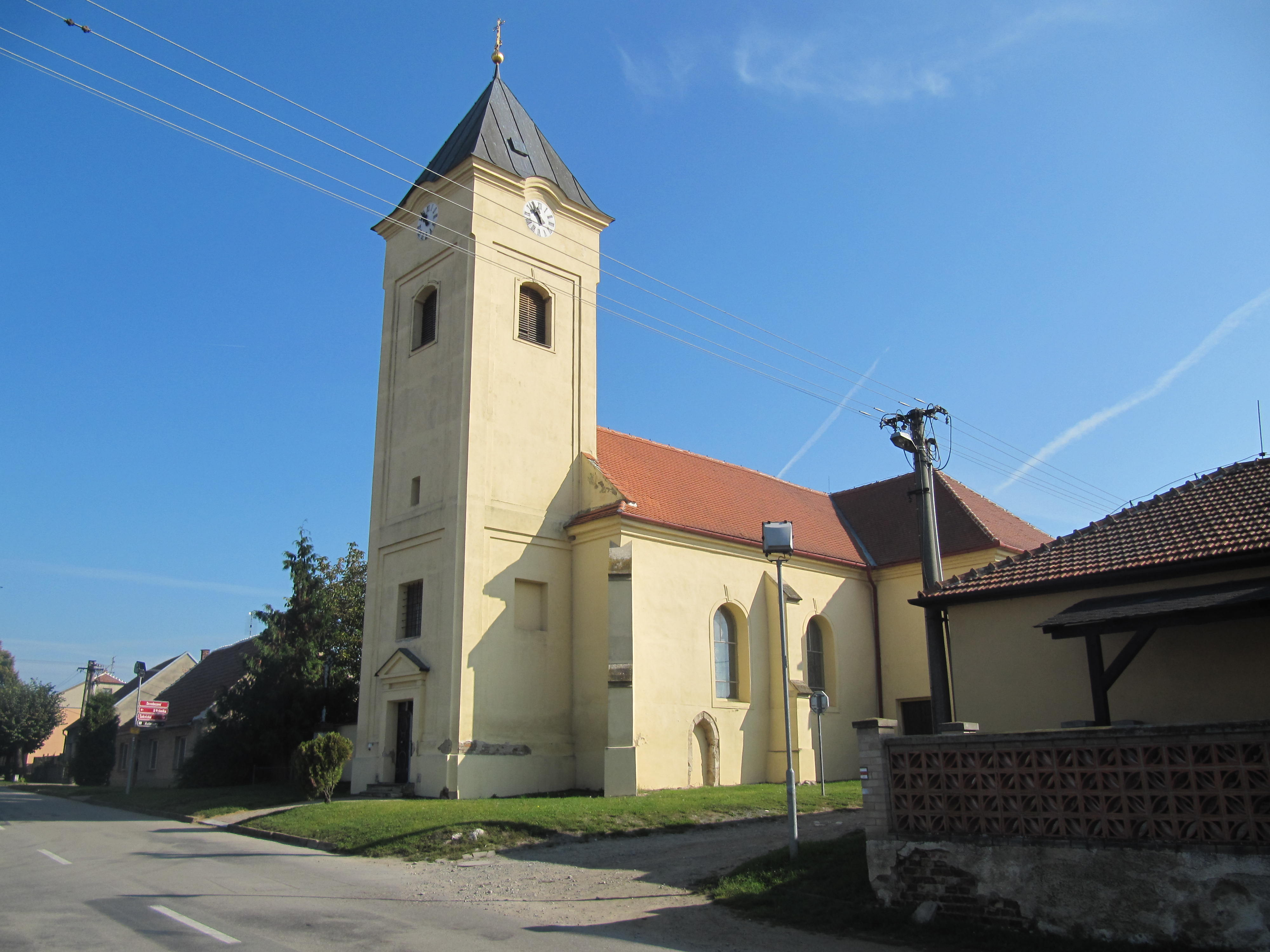
Kostel svatého Oldřicha ve Strachotíně
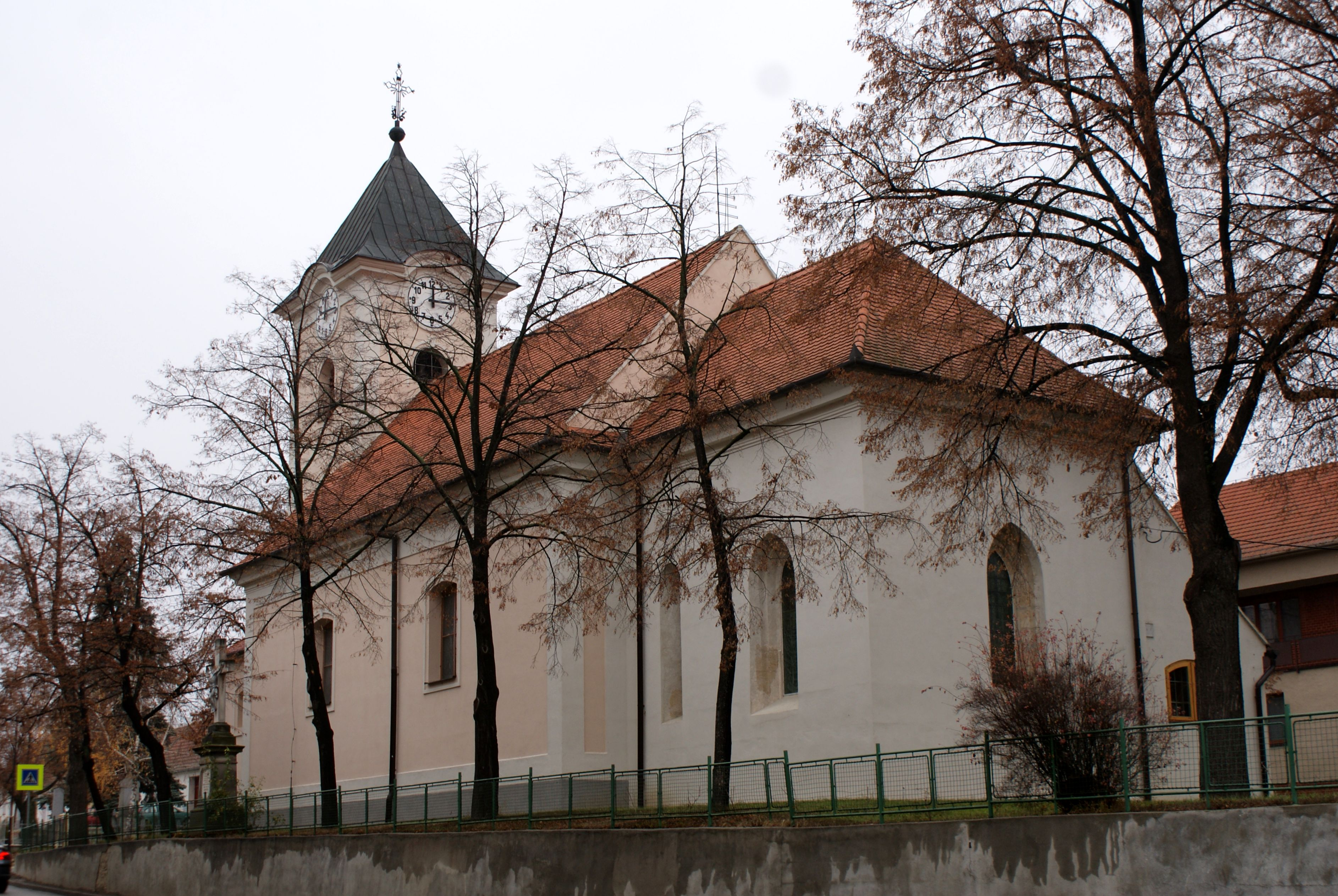
Kostel svaté Barbory v Šakvicích
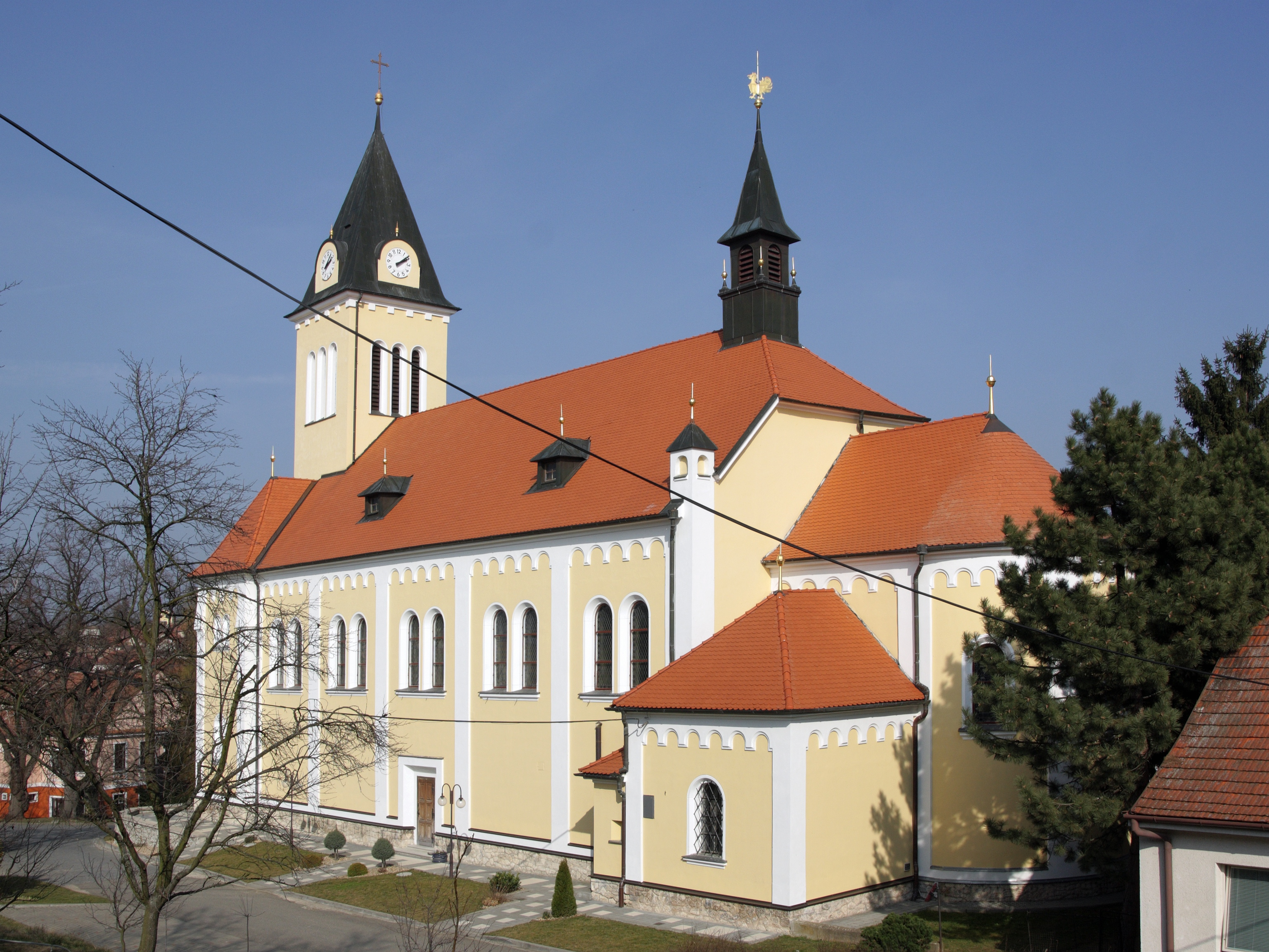
Kostel svatého Mikuláše v Šitbořicích
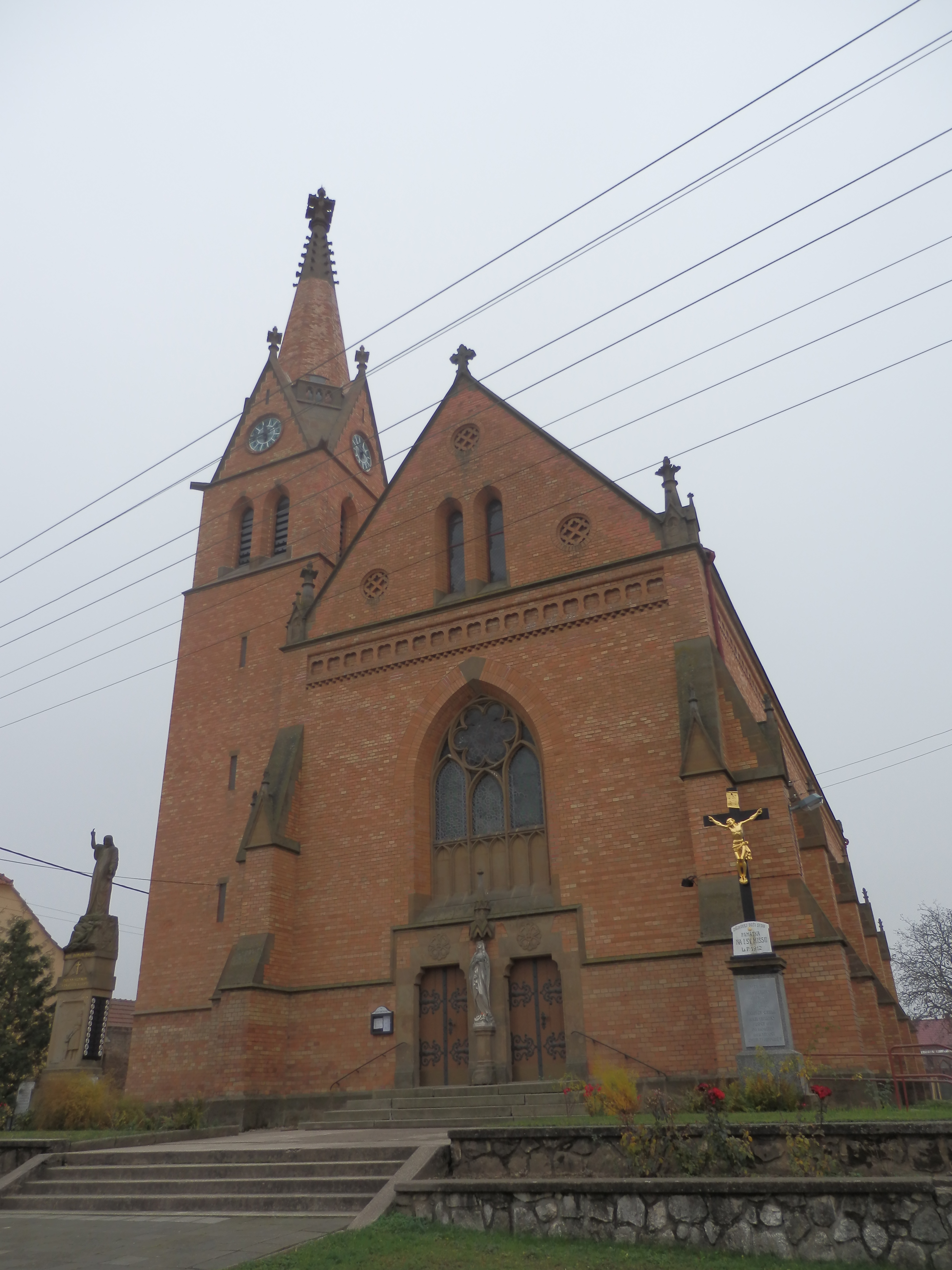
Kostel svatého Jana Křtitele v Uherčicích
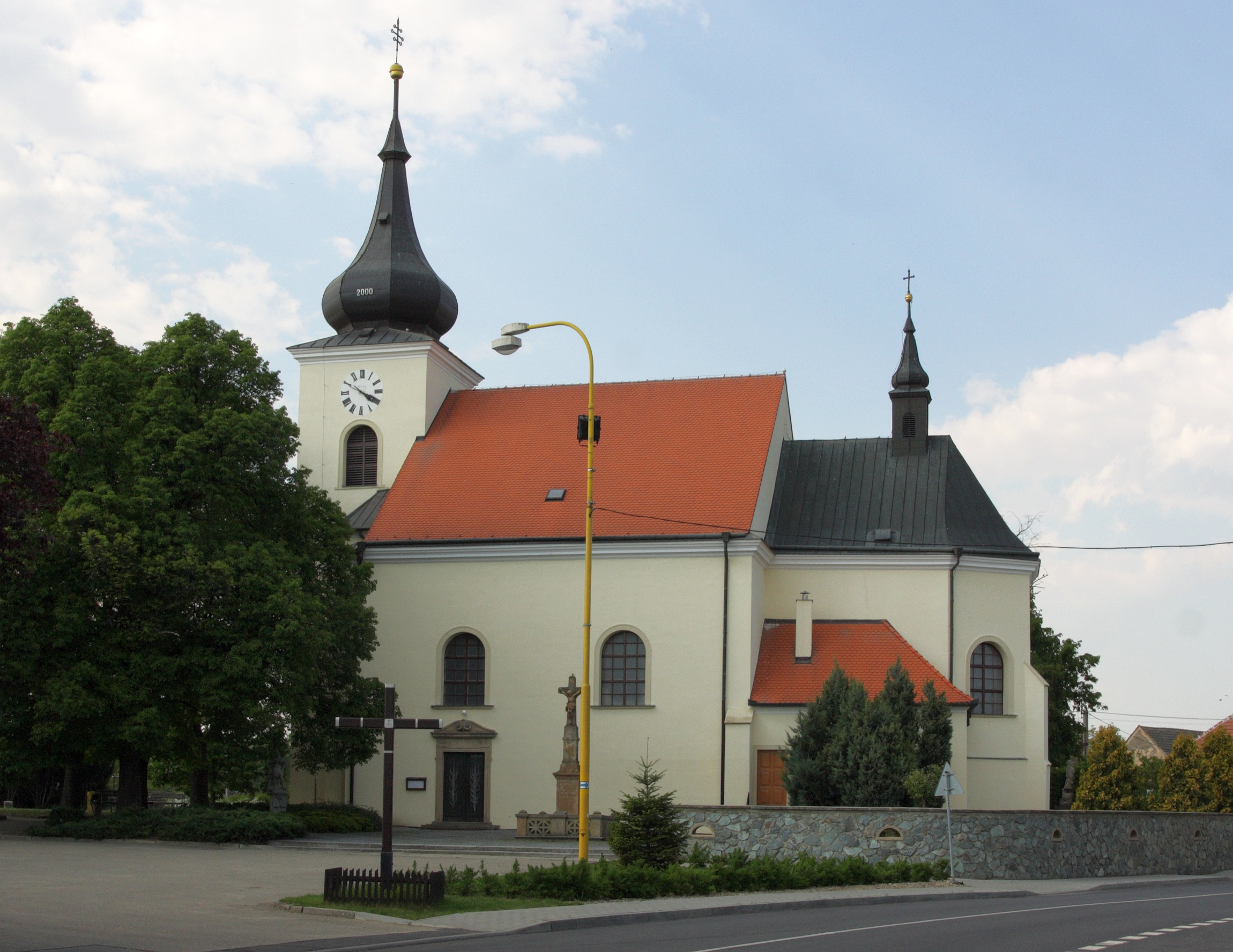
Kostel svatého Václava a svatého Víta ve Velkých Němčicích
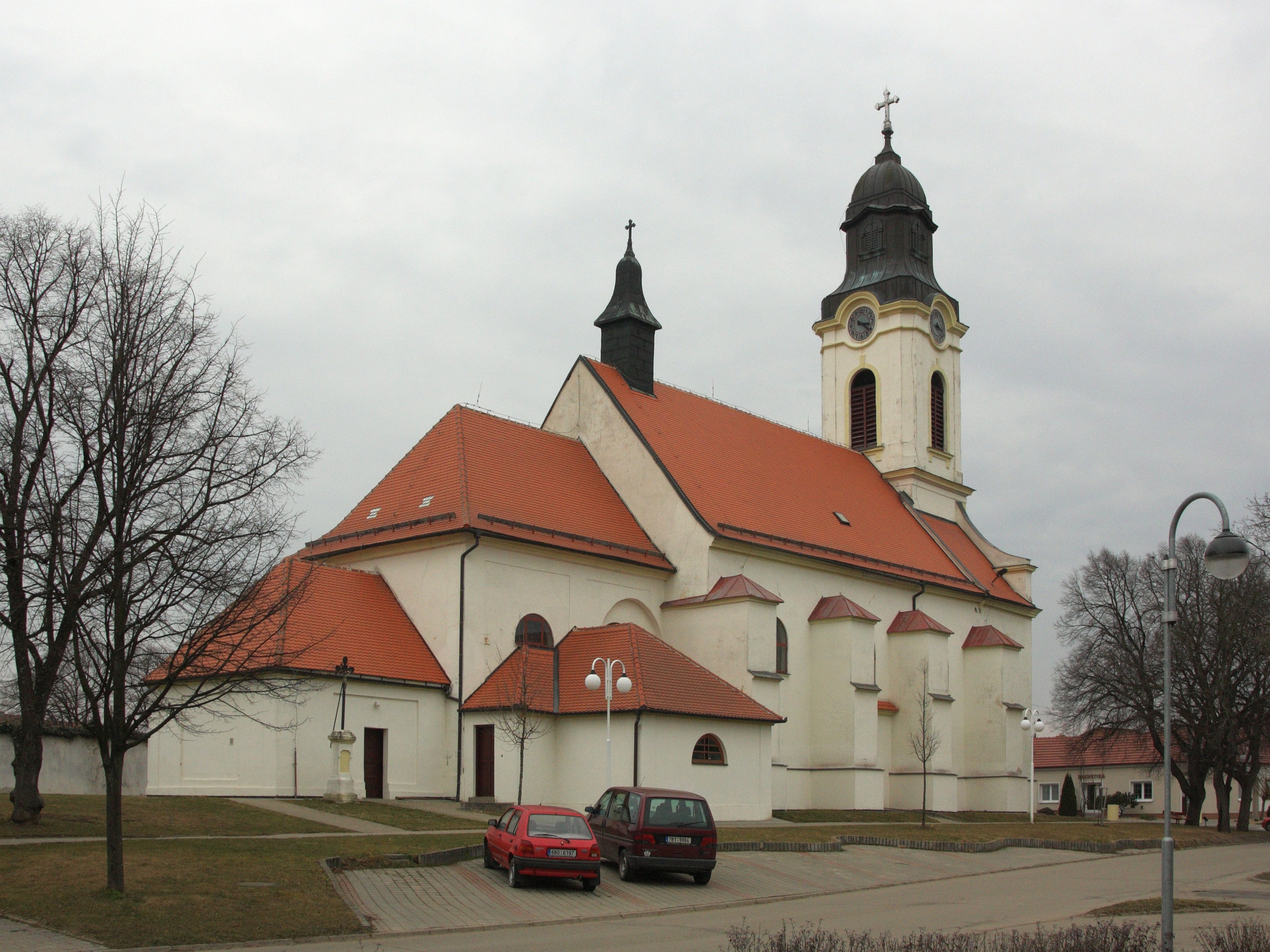
Kostel Nanebevzetí Panny Marie ve Velkých Pavlovicích